# Norton (Wiltshire)
Norton est une paroisse civile et un village du Wiltshire, en Angleterre.